# Laïc
Pour les articles ayant des titres homophones, voir Lahic et Laïk.
Un laïc est celui qui ne relève pas du clergé religieux ni d'un des ordres monastiques dans la société chrétienne. Il fait partie du laïcat. Dans l'Église catholique, on désigne comme « laïcs » les personnes qui, tout en appartenant à la communauté des fidèles, n'ont pas la responsabilité du sacerdoce ministériel comme le « clergé ».
Cette complémentarité des catégories laïcs/clergé s'est finalement transformée, avec la loi de séparation des Églises et de l'État survenue en France le 9 décembre 1905, en opposition entre les deux : l'État « laïc » n'autorise plus aucune influence du « clergé » sur ses institutions, et tout particulièrement sur l'école publique.
L'adjectif laïque qualifie dès lors ce qui n'appartient pas à la sphère religieuse.

## Étymologie
Le terme laïc vient du latin laicus qui signifie « commun, ordinaire, qui est du peuple » lui-même issu du grec laikos signifiant « du peuple » et « non clerc », par opposition à klerikos, « clerc ». Au XIe siècle, il donne le mot « lai » (au sens d'illettré) et s'oppose à clericus (du clergé, au sens de « savant »). Le c final muet de laïc a disparu dès l'origine (contrairement à « clerc »). On retrouve la forme « lai » dans « frère lai ». Pendant longtemps, l'Académie française utilise le terme « lay », puis « lai » et « laye », puis « laie » au féminin. En 1740, l'Académie utilise l'expression « les clercs et les lais ».

## Sens moderne
L'adjectif laïque qualifie une règle de vie, ou une partie de la société, qui n'est pas sous la domination ou l'influence d'un clergé, ou de quelque théologien que ce soit. On parlera d'enseignement laïc, de société laïque, etc.
L'adjectif laïque peut désigner en particulier un partisan ou un militant de la laïcité, c'est-à-dire de l'indépendance de la société civile à l'égard des institutions religieuses et du domaine religieux de façon générale. Le terme laïciste peut également être employé dans ce sens.
Le terme laïc/laïque tend aussi à être utilisé comme synonyme d'irréligieux, ou d'indifférence religieuse.

## Laïc ou laïque
L'adjectif peut s'écrire « laïque » au masculin comme au féminin. La forme « laïc » est réservée au seul nom masculin. On dira donc, sans connotation idéologique particulière, « enseignement laïque » et « école laïque ». 
Le Petit Robert offre plusieurs exemples de cet emploi :
- un tribunal laïque, l'enseignement laïque ;
- « Nous sommes des missionnaires laïques. » Voltaire ;
- « un saint laïque » Louis Pasteur à propos d'Émile Littré.

Le Trésor de la langue française informatisé admet indifféremment les formes « laïc » ou « laïque » pour l'adjectif au masculin.
Le Dictionnaire historique de l'orthographe française donne la forme « laïque » pour l'adjectif dès 1549.
Un usage ancien voulait que « laïc » désigne plus précisément les croyants n'ayant pas reçu d'ordination sacerdotale, tandis que « laïque » s'appliquerait à tous ceux, tant croyants qu'incroyants, qui respectent et défendent la laïcité.

## Histoire
L'origine et l'histoire de la notion de laïc ont été retracées en détail par les travaux d'Alexandre Faivre (Les premiers laïcs. Lorsque l'Église naissait au monde).

## Rôle des laïcs dans l'Église catholique

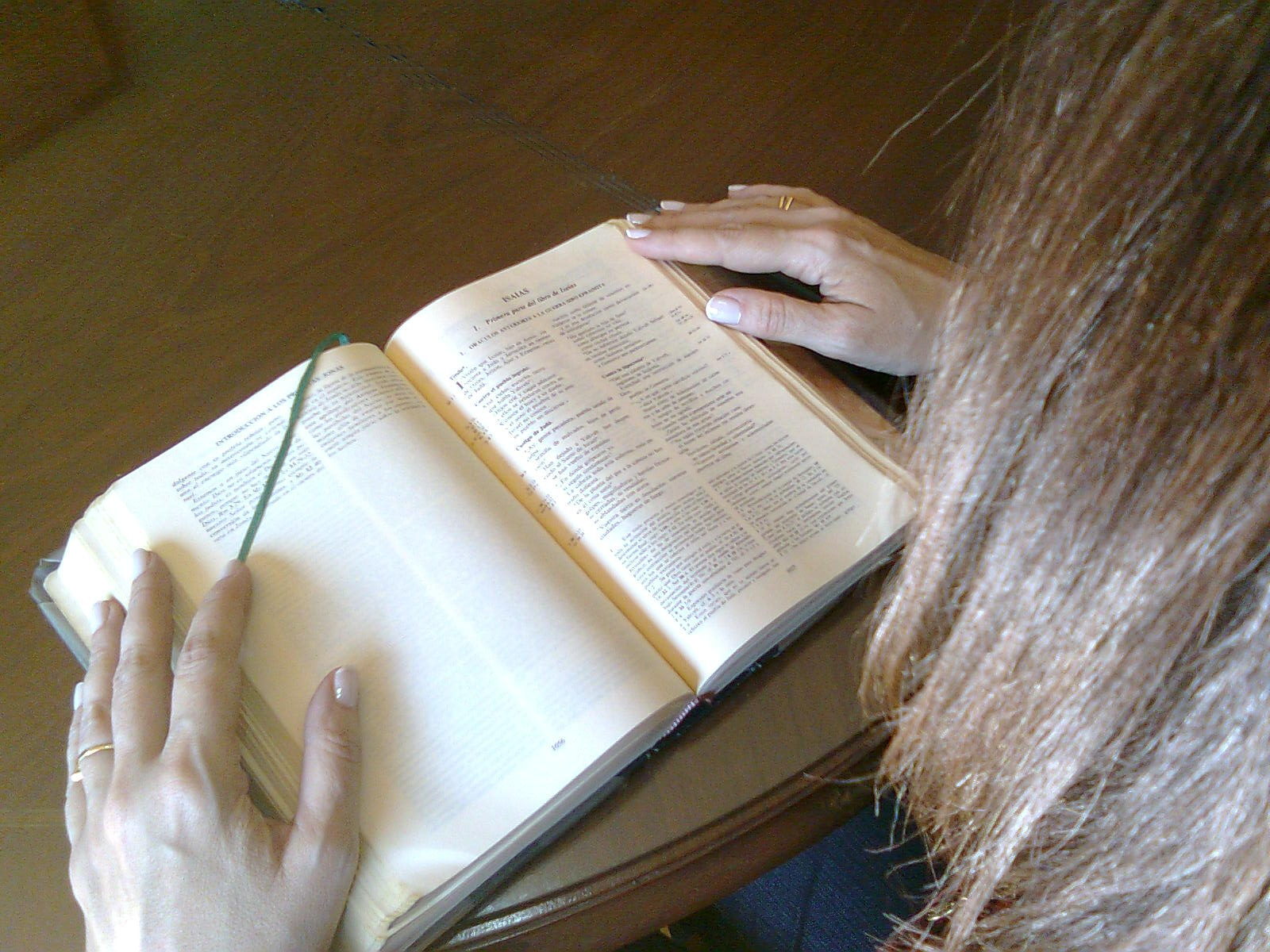
Femme laïque lisant la Bible de Jérusalem.

Pendant longtemps, les laïcs étaient définis par la négative, comme « ceux qui ne sont pas clercs ». Le cardinal Lustiger parle d'une division du travail qui a longtemps prévalu, selon laquelle les prêtres s'occupaient des affaires spirituelles tandis que revenait aux laïcs la charge des affaires temporelles.
Le concile Vatican II rappelle que les laïcs ont une pleine part dans la Grande Mission et qu'il leur revient de sanctifier du monde de par le sacerdoce commun. Ainsi, le concile accorde aux laïcs une responsabilité importante dans l'annonce de la Parole de Dieu et l'évangélisation. Le décret sur l'apostolat des laïcs Apostolicam Actuositatem (1965) définit précisément leur rôle dans l'Église.
Pour Jean-Paul Montminy, dans un contexte de perte de confiance à l'égard des institutions et de sécularisation, il ne sera possible de croire ensemble que dans la mesure où l'institution ecclésiale permettra l'inclusion effective des laïcs.
Dans la continuation du concile Vatican II, Jean-Paul II donne un rôle important aux laïcs dans ce qu'il a appelé la nouvelle évangélisation. Dans son exhortation apostolique Christifideles laici (1988), il montre combien l'action des laïcs est importante pour répondre au besoin religieux dans un monde sécularisé.
Le pape François affirme quant à lui que « les laïcs sont des protagonistes de l’Église et du monde » et appelle le clergé à « servir les laïcs et non à se servir d'eux ». Ses propos étaient motivés par une volonté de rappeler le rôle propre des laïcs, qui ne doit pas être diminué par un « cléricalisme » qui créerait une « élite de prêtres ».
Avec les évêques et les prêtres, les diacres font partie du clergé. En effet, le diacre, en recevant le sacrement de l’ordre, quitte le statut de laïc pour celui de clerc. Les diacres ne sont donc pas des laïcs.